# Дзангара, Джузеппе
Джузе́ппе Дзанга́ра (итал. Giuseppe Zangara; 7 октября 1900, Ферруццано, Италия — 20 марта 1933, Рейфорд, США) — американский преступник, безработный, каменщик по специальности; убийца мэра Чикаго Антона Чермака, совершил неудачное покушение на Франклина Рузвельта.

## Биография

### Ранняя жизнь
Джузеппе Дзангара родился 7 октября 1900 года в Ферруццано, Калабрия, Италия. С сентября 1917 до ноября 1918 проходил военную службу в итальянской армии. Его часть дислоцировалась в Тироле. В 1923 году вместе с дядей иммигрировал в США и поселился в Патерсоне, Нью-Джерси, США. 11 сентября 1929 года получил гражданство США.

### Мотивация
Точный мотив преступления не был установлен, но некоторые историки предполагают, что Дзангара работал на чикагского криминального босса Фрэнка Нитти (друга и соратника Аль Капоне), которому якобы мешал убитый мэр города — Антон Чермак. Также есть предположения, что Чермак был единственной целью стрелявшего Дзангары. Официальная версия гласила, что Дзангара пытался застрелить Рузвельта по причине психического расстройства.

### Покушение
15 февраля 1933 года Джузеппе Дзангара, проживающий на тот момент в городе Майами, штат Флорида, США, отправился в Бейфронт-парк, где с речью выступал президент Франклин Рузвельт и мэр Чикаго Антон Чермак. Вооружённый пистолетом 32 калибра, он присоединился к встречающей политиков толпе. Когда в парк въехал кортеж и открылась дверь президентского лимузина, Дзангара произвёл один прицельный выстрел в сторону открытой двери, пуля попала в живот выходившего из автомобиля Антона Чермака. Преступника схватила за руку стоявшая с ним рядом в толпе Лилиан Кросс, но в попытке освободиться Джузеппе выстрелил ещё четыре раза. В результате четверо журналистов были легко ранены. Стрелявший был задержан подоспевшими сотрудниками полиции. В одежде убийцы нашли газетную вырезку с сообщением об убийстве анархистом Леоном Чолгошем президента Маккинли в 1901 году, а полиция сообщила, что покушавшийся заявил: «Я буду убивать каждого президента». Антон Чермак был новоизбранным мэром Чикаго. По дороге в больницу он якобы сказал Франклину Рузвельту: «Я рад, что на вашем месте оказался я…». Чермак тремя неделями позже, 6 марта 1933 года, скончался от перитонита.

## Следствие и приговоры
На допросах в полиции Джузеппе Дзангара заявил, что хотел убить президента Рузвельта, так как из-за ненависти к капиталистам хочет убивать каждого из них. Через две недели состоялся первый суд, на котором Джузеппе Дзангара признал себя виновным и был приговорён к 80 годам тюремного заключения без права на досрочное освобождение за покушение на убийство пяти человек. В последнем слове он заявил: «Пожалуйста, судья, не скупитесь, всего 80 лет, я хочу быть приговорённым к 100 годам!».
Джузеппе Дзангара уже находился в тюрьме, когда внезапно умер раненый им мэр Чермак. Следствие в отношении преступника возобновили по обвинению в убийстве лица, состоящего на государственной службе.
Спустя четыре дня, 10 марта 1933 года, Джузеппе Дзангара признал себя виновным в предъявленых ему пунктах обвинения и федеральный суд приговорил его к смертной казни на электрическом стуле. В последнем слове Дзангара заявил: «Вы приговаривайте меня к смертной казни, я не боюсь казни, вы один из капиталистов, с которыми я боролся, мне всё равно, что меня казнят».

### Казнь
После суда Джузеппе Дзангара дожидался исполнения приговора в одиночной «камере смертника» в особом крыле «Florida State Prison». Спустя 10 дней после оглашения приговора, 20 марта 1933 года, Джузеппе Дзангара сел на электрический стул. Он пришёл в бешенство, когда увидел, что на его казни нет ни одного журналиста. Перед смертью он выкрикнул: «Слава Италии, прощайте все, бедные люди этого мира!» — после чего скомандовал палачу: «Жми на кнопку!».